# Batalla de San Gavino
La batalla de San Gavino fue la primera de las confrontaciones entre el Juzgado de Arborea y la República de Pisa durante la conquista de Cerdeña por la Corona de Aragón.

## Antecedentes
La isla de Cerdeña, sometida a la influencia mercantil de pisanos y genoveses, estaba dividida en cuatro señorías (llamadas  Giudicati ), de las cuales tres estaban casi bajo control de los pisanos y la cuarta, la de los Arborea, había una alianza estrecha. Las dificultades de las finanzas reales después de las guerras por Sicilia (hasta 1295), los conflictos con la Corona de Castilla por las tierras de Murcia y Alicante (1296 - 1304) y el fracaso de una tentativa de conquista de Almería (1309) explican el retraso de Jaime II a la hora de materializar la conquista de Cerdeña, de la que había obtenido la infeudación del papa (Roma, 1297).
En las Cortes de Girona de 1321, Jaime II consiguió que Sancho I de Mallorca ofreciera veinte galeras, doscientos caballos, y un buen número de peones para emprender la conquista de Cerdeña y después, viajó a los reinos de Aragón y de Valencia, de donde también recibió ayuda.

## La batalla
Hugo II de Arborea, que reclamaba un tercio del Juzgado de Cagliari, que los pisanos no estaban dispuestos a ceder, pasó a la acción, venciendo el 11 de abril de 1323 con una tropa de mercenarios privados los pisanos en San Gavino Monreale, en una zona fronteriza, en la que murieron mil pisanos.

## Consecuencias
Los pisanos se replegaron a Iglesias y Cagliari, y Hugo II de Arborea pidió ayuda a Jaime II de Aragón.
Dalmau VII de Rocabertí se adelantó al grueso de los expedicionarios con 200 caballeros y 2000 niños para ayudar Hugo II de Arborea, tomando Quart y asediando el castillo de Cagliari y el 12 de junio la flota de la Corona de Aragón llega a Cerdeña, Las fuerzas aragonesas se dirigieron a Iglesias, que contaba con un castillo y minas de plata importantes para los pisanos, que estaba siendo acosada por Hugo II de Arborea, que se rindió el 7 de febrero de 1324.
El 29 de febrero el Infante Alfonso por tierra y el almirante Francesc Carròs y de Cruïlles por mar, derrotan a los pisanos en la batalla de Lucocisterma, aunque Manfredi della Gherardesca y 500 hombres consiguieron llegar al castillo, mientras el resto de los pisanos se dispersaba. El 19 de junio, se firma la capitulación, según la cual Pisa cede a Jaime II todos los derechos sobre Cerdeña excepto Cagliari. Finalmente, tras la derrota de pisanos y genoveses en la batalla naval de Cagliari, tuvieron que ceder también la última ciudad que conservaban.